# Madeiradvärguv
Madeiradvärguv (Otus mauli) är en förhistorisk utdöd fågel i familjen ugglor inom ordningen ugglefåglar. Den förekom tidigare på Madeira.

## Upptäckt
Madeiradvärguven är den första utdöda ugglearten beskriven från Makaronesien. Fossila lämningar har återfunnits i kvartära avlagringar på ön. Den dog troligen ut i spåren av människans ankomst till ön tidigt 1400-tal, med medföljande habitatförstörelse och införda främmande djurarter. Liknande fossila lämningar har återfunnits på grannön Porto Santo, vilket kan röra sig om samma eller en närbesläktad art.

## Beskrivning
Fågeln var ungefär lika stor som dvärguven, men benen längre. Uppskattningar av kroppsvikt och vingbelastning pekar på att fågeln huvudsakligen var marklevande.

## Namn
Fågelns vetenskapliga artnamn hedrar Günther Edmund Maul (1909-1997), tysk taxidermist, iktyolog och direktör för Museu Municipal do Funchal på Madeira 1940-1979.